# I Made
I Made é o segundo extended play do grupo feminino sul-coreano (G)I-DLE. Foi lançado em 26 de fevereiro de 2019, pela Cube Entertainment. O EP consiste em cinco músicas com a faixa-título, "Señorita", que foi composto por Soyeon e Big Sancho.

## Antecedentes e lançamento
Em 10 de fevereiro de 2019, a Cube Entertainment anunciou através das redes sociais que o grupo lançaria seu segundo extended play, I Made, em 26 de fevereiro de 2019.
Em 11 de fevereiro, elas divulgaram o cronograma de promoção do álbum. No dia 13 de fevereiro, um tracklist foi revelado. O álbum contém cinco faixas e o single, "Señorita". Minnie participou da composição pela primeira vez.
Em 20 de fevereiro, um curto áudio foi lançado, seguido por vários teasers.
O EP foi lançado em 26 de fevereiro através de vários portais de música na Coréia do Sul, enquanto o álbum físico foi lançado no dia seguinte.

## Lista de faixas
| N.º            | Título             | Letras                 | Música                        | Arranjo                | Duração |  |
| 1.             | "Señorita"         | Soyeon                 | Jeon So-yeon Big Sancho       | Soyeon Big Sancho      | 3:17    |  |
| 2.             | "What's Your Name" | Soyeon                 | Soyeon Min Lee "collapsedone" | Min Lee "collapsedone" | 3:09    |  |
| 3.             | "Put It Straight"  | Soyeon                 | Soyeon                        | Soyeon HouDini         | 3:56    |  |
| 4.             | "Give Me Your"     | Soyeon                 | Soyeon HouDini                | Soyeon HouDini         | 3:40    |  |
| 5.             | "Blow Your Mind"   | Minnie FlowBlow Soyeon | Minnie FlowBlow               | Minnie FlowBlow        | 2:49    |  |
| Duração total: | Duração total:     | Duração total:         | Duração total:                | Duração total:         | 16:51   |  |

## Paradas
| Parada (2019)              | Melhor posição |
| -------------------------- | -------------- |
| Gaon                       | 2              |
| US World Album (Billboard) | 5              |

## Prêmios e indicações

### Programas musicais
| Música     | Programa musical | Data               |
| ---------- | ---------------- | ------------------ |
| "Señorita" | Show Champion    | 6 de março de 2019 |

## Histórico de lançamento
| Região        | Data                    | Formatos             | Gravadora                  |
| ------------- | ----------------------- | -------------------- | -------------------------- |
| Coreia do Sul | 26 de fevereiro de 2019 | CD, Digital download | Cube Entertainment Kakao M |
| Mundo         | 26 de fevereiro de 2019 | Digital download     | Cube Entertainment Kakao M |